# حسن طراد
الشيخ حسن طراد، عالم شيعي، أديب وشاعر من جبل عامل قضى جلّ حياته في العلم والجهاد والتأليف والنشاط العام.

## ولادته
ولد الشيخ حسن محمد طراد في العام 1931 في بلدة معركة العاملية (قضاء صور) في عائلة تتكوّن من خمسة أشقاء وشقيقتان.

## نشأته ودراسته
درس مبادئ اللغة العربيّة والحساب والقرآن الكريم في مدرسة بلدته الرسميّة. ودرس مقدمات العلوم الإسلامية على عدد من العلماء العامليين متنقلاً بين قرى العباسية ومعركة وطير دبا وجناتا وأبرز أساتذته في جبل عامل:
1. السيد محمد جواد الحسيني (ابن خاله)
2. السيّد عباس أبو الحسن (إمام بلدة معركة الأسبق)
3. السيد هاشم معروف
4. الشيخ خليل مغنية
5. الشيخ خليل ياسين
6. الشيخ موسى عز الدين.

التقى أثناء دراسته في جبل عامل بالإمام السيد عبد الحسين شرف الدين الذي شجعه على إكمال هذا الطريق والهجرة إلى النجف. وقد تزوج بكريمة الشيخ حسين معتوق العالم الشيعي المعروف في لبنان. 

## الهجرة إلى النجف
سافر الشيخ حسن طراد إلى النجف في عام 1954، لمتابعة دراسة العلوم الإسلامية على عادة العلماء الشيعة وتلقى علومه هناك على يد عددٍ منهم أمثال:
1. الشيخ محمد تقي الجواهري
2. السيد إسماعيل الصدر والد السيد حسين الصدر
3. السيد محمد باقر الصدر
4. زعيم الحوزة العلمية السيد الخوئي
5. الإمام السيد محسن الحكيم.

أمضى أكثر من 27 سنة في النجف، وقد كان من الطلاب المقرّبين من أستاذه السيد محمد باقر الصدر كما كانت له علاقات وثيقة تربطه بالإمام الخميني والسيد موسى الصدر حيث كانا مقيمين بالنجف أثناء فترة دراسته هناك.

## عودته إلى لبنان ونشاطه
في عام 1981 عاد طراد إلى وطنه لبنان. وفيه تنوعت نشاطاته بين إمامة الجماعة والنشاط الإرشادي والتوجيه والتدريس والعمل الاجتماعي.

### إمام الجماعة
بدأ نشاطه في مسجد الإمام المهدي في منطقة الغبيري في الضاحية الجنوبية لبيروت إماما لجماعته ومحاضرا في الإرشاد والتوجيه والتفقيه.

### التدريس
بعد قدومه من النجف، تابع أبحاثه في العلوم الإسلامية وإعطاء الدروس الحوزوية وذلك في حوزة الرسول الأكرم والتي كان له دور التأسيس والتدريس فيها، وقد استمر على التدريس فيها لأكثر من سبعة عشر عاماً. وقد تتلمذ على يده مجموعة كبيرة من العلماء أثناء فترة تدريسه في العراق وفي لبنان منهم:
1. السيد محمد صادق الصدر
2. الشيخ نعيم قاسم
3. القاضي الشيخ يوسف عمرو
4. المفتي الشيخ عبد الأمير شمس الدين
5. الشيخ عبد الكريم عبيد
6. الشيخ عبد الرسول الحجازي
7. الشيخ عبد الأمير الجمري

وغيرهم.

### العمل الاجتماعي والسياسي
لم يتبوء أي منصب رسمي في المؤسسات الشيعية الرسمية في لبنان رغم علاقاته الجيدة مع أركان المجلس الإسلامي الشيعي الأعلى وقيادات حركة أمل وحزب الله، واقتصر دوره على التوجيه العام. وكان من أوائل العلماء الذين أفتوا بجواز العمليات الاستشهادية ضد الاجتياح الإسرائيلي للبنان عام 1982.

## مؤلفاته
له عدد من المؤلفات منها:
1. من وحي الإسلام
2. فلسفة الصيام في الإسلام
3. فلسفة الحج في الإسلام
4. فلسفة الصلاة في الإسلام
5. دروس تربوية من وحي النهضة الحسينية
6. من نور الإسلام (شعر)
7. سيرة المعصومين الأربعة عشر وهو كتاب ملحق بسيرة الشيخ الذاتيّة.